# Segle XVIII
Parlant en termes temporals estrictes, el segle XVIII va des de l'any 1701 fins al 1800, en el calendari gregorià.
Els historiadors europeus, però, de vegades es refereixen específicament al període 1715-1789 amb aquest terme, que va des de la mort de Lluís XIV fins al començament de la Revolució Francesa.

## Esdeveniments
- 1701-14: Guerra de successió espanyola, que acaba amb l'establiment de la dinastia borbònica al tron d'Espanya. El multilateral Tractat d'Utrecht i altres posteriors acorden el pas del milanesat, el Regne de Sicília, Menorca i Gibraltar a altres potències europees i la prohibició d'unir Espanya amb França ambdues regides pels borbons en un delicat equilibri geopolític.
- 1703: Pere el Gran funda Sant Petersburg i s'estableix com a capital de Rússia fins al 1918.
- 1707: la Llei d'Unió britànica fusiona els parlaments d'Escòcia i Anglaterra, creant així el Regne de la Gran Bretanya.
- 1707: després de la mort d'Aurangzeb, l'Imperi mogol entra en declivi.
- 1718: els francesos funden Nova Orleans a Amèrica del Nord.
- 1720: Bombolla dels mars del Sud.
- 1733-38: Guerra de successió polonesa, tant guerra civil polonesa com de context europeu.
- 1736: Nàdir-Xah Afxar es converteix en xa de Pèrsia i funda la dinastia Afshàrida.
- 1739: Nàdir-Xah derrota els mogols i ataca Delhi.[1]
- 1740-48: Guerra de Successió Austríaca.
- 1747: Àhmad Xah Durrani funda l'Imperi Durrani a l'Afganistan d'avui en dia.
- 1750: punt àlgid de la petita edat de gel.
- 1755: El terratrèmol de Lisboa arrasa bona part de la ciutat i de la regió. La ciutat és pràcticament reconstruïda de les seves cendres essent rars els edificis anteriors a aquesta data.
- 1757: la batalla de Plassey inicia l'ocupació britànica de l'Índia.
- 1762-96: regnat de Caterina la Gran a Rússia.
- 1766-99: guerres entre els britànics i el Regne de Mysore (actual sud de l'Índia, i en l'època, aliats del Regne de França).
- 1769: missioners espanyols estableixen la primera de 21 missions a Califòrnia.
- 1772-95: les particions de Polònia posen punt final a la Confederació de Polònia i Lituània i eliminen Polònia del mapa d'Europa durant 123 anys.
- 1775-1783: Revolució americana.
- 1775-82: Primera Guerra entre els britànics i els Maratha.
- 1779-1879: guerres intermitents entre els colons bòers i britànics i els xoses a Sud-àfrica.
- 1785-95: conflicte entre els nadius americans i els Estats Units.
- 1787: els esclaus alliberats a Londres funden Freetown al territori que avui en dia és Sierra Leone.
- 1788: primer assentament europeu a Austràlia, a Sydney.
- 1789-99: la Revolució Francesa derroca la monarquia borbònica i acaba establint la Primera República posteriorment dedicarà en un període de purgues contrarevolucionàries anomenat el Terror
- 1789: George Washington és elegit com a primer president dels Estats Units,recentment constituït a partir de les Tretze Colònies rebelades contra el domini britànic en la Guerra de la Independència
- 1791-1804: Revolució haitiana.[2] Els esclaus es revolten contra el domini colonial francès.
- 1792-1815: període de duració de la Gran Guerra francesa i de les guerres napoleòniques.
- 1795: El tractat de Pinckney entre els Estats Units i Espanya atorga el territori del Mississipi als EUA.
- 1796: els britànics expulsen els holandesos de Sri Lanka.
- 1797: la invasió per part de Napoleó Bonaparte de la República de Venècia acaba amb més de mil anys d'existència independent.
- 1799: Napoleó protagonitza el cop del 18 de brumari aniquilant la inoperant estructura de poder republicana sorgida després de la Revolucioló es converteix en dictador de França. Es funda l'Imperi Francès que durarà fins a la derrota de Waterloo
- 1799: la Companyia Holandesa de les Índies Orientals desapareix.

## Personatges destacats
- Frederic el Gran, rei de Regne de Prússia.
- El físic i matemàtic Isaac Newton, coinventor del càlcul diferencial, inventor de la lleis de la mecànica
- Maria Gaetana Agnesi, matemàtica i lingüista.
- Maria Antonieta, membre de la família reial francesa i símbol de la còlera antirevolucionària.
- Benedict Arnold, considerat traïdor per molta gent en ambdós bàndols (britànic i estatunidenc en la Guerra de Revolució americana.
- Johann Sebastian Bach, compositor.
- Pierre Beaumarchais, escriptor francès.
- Jeremy Bentham, jurista anglès, filòsof, i reformista legal i social.
- Daniel Bernoulli, matemàtic i físic suís.
- Napoleó Bonaparte, general i primer cònsol de França.
- François Boucher, pintor francès.
- Edmund Burke, estadista i filòsof britànic, partidari de la Revolució Americana.
- Robert Burns, poeta romàntic escocès.
- Caterina la Gran, tsarina russa.
- James Cook, navegant anglès.
- Jean le Rond d'Alembert, matemàtic, físic i enciclopedista francès.
- Denis Diderot, filòsof i escriptor francès.
- Leonhard Euler, matemàtic suís.
- Jean-Honoré Fragonard, pintor francès.
- Benjamin Franklin, revolucionari, inventor, impressor i diplomat estatunidenc.
- Thomas Gainsborough, pintor anglès.
- Carl Friedrich Gauss, matemàtic, físic i astrònom.
- Jordi III d'Anglaterra, monarca britànic.
- Christoph Willibald Gluck, compositor.
- Johann Wolfgang von Goethe, escriptor.
- George Frideric Handel, compositor.
- Alexander Hamilton, revolucionari, advocat i estadista americà.
- Joseph Haydn, compositor austríac.
- William Hogarth, pintor i gravador.
- David Hume, filòsof britànic.
- Thomas Jefferson, revolucionari, filòsof i estadista estatunidenc.
- Samuel Johnson, escriptor i crític literari britànic.
- Immanuel Kant, filòsof.
- Wolfgang von Kempelen, científic hongarès, pioner de la fonètica experimental.
- Joseph Louis Lagrange, matemàtic.
- Pierre Simon Laplace, físic i matemàtic francès.
- John Law, economista escocès.
- Antoine Lavoisier, químic francès.
- Adrien-Marie Legendre, matemàtic francès.
- Lluís XIV, monarca.
- Lluís XV, monarca.
- Lluís XVI, monarca.
- James Madison, revolucionari, escriptor i estadista dels Estats Units.
- Wolfgang Amadeus Mozart, compositor.
- Thomas Paine, intel·lectual i filòsof britànic que es va pronunciar a favor de la revolució americana.
- Felip II, regent de França.
- Alexander Pope, poeta britànic.
- Jean-Philippe Rameau, compositor i teòric de la música francès.
- Maximilien Robespierre, líder de la Revolució Francesa i dictador.
- Jean-Jacques Rousseau, escriptor francès.
- Friedrich Schiller, escriptor romàntic alemany
- Adam Smith, economista i filòsof escocès.
- Laurence Sterne, escriptor britànic.
- Jonathan Swift, escriptor satíric anglo-irlandès.
- Tecumseh, revolucionari.
- Voltaire, escriptor i filòsof francès.
- George Washington, revolucionari americà i primer president dels Estats Units.
- John Wesley, fundador del metodisme, clergue anglicà, teòleg.
- Pares fundadors dels Estats Units.
- George van Brughe, compositor.
- Felip V i Carles III regnen sobre Espanya
- Frederic el Gran regna sobre el Regne de Prússia que esdevindrà una potència europea militar i cultural de primer ordre rivalitzant amb la il·lustració francesa amb autors com Friedrich von Schiller, Goethe i Humboldt primer a Weimar i més tard a Berlín.

## Invents, descobriments, invencions
- Comença la Revolució industrial.
- L'Encyclopédie, iniciada pels enciclopedistes.
- Inici de l'estudi de l'economia moderna, amb Adam Smith.
- La pedra de Rosetta és trobada per les tropes de Napoleó.
- Vitus Bering descobreix Alaska.
- James Cook cartografia tota l'extensió de l'oceà Pacífic i descobreix moltes de les seves illes.
- El wahhabisme, moviment fonamentalista islàmic iniciat per Muhammad ibn Abd al-Wahhab.
- El fusell és perfeccionat i, juntament amb la baioneta desbanca al mosquet dels exercits. Apareix el tir a discreció en formació de batalla i els caçadors s'estableixen als exèrcits.